# Gare des Flachères
Gare des Flachères vasútállomás Franciaországban, Charbonnières-les-Bains településen.

## Vasútvonalak
Az állomást az alábbi vasútvonalak érintik:
- Paray-le-Monial-Givors-Canal-vasútvonal

## Kapcsolódó állomások
A vasútállomáshoz az alábbi állomások vannak a legközelebb:
- Gare de Dardilly-les-Mouilles
- Gare de Tassin